# Championnat de Belgique de football de troisième division 1934-1935
Navigation
saison précédente saison suivante
Cette page présente la neuvième édition du championnat de Promotion (D3) belge.
Des quatre champions désignés en fin de saison, un seul a déjà connu le 2e niveau national: le K. VG Oostende. Celui-ci remonte en « D1 » neuf saisons après l'avoir quitté. Par contre, les trois autres lauréats vont découvrir la Division 1 (D2) la saison suivante. Deux d'entre eux, US Centre et Waterschei remportent leur série avec beaucoup de brio en s'octroyant une confortable avance.
Dans chaque série, l'une ou l'autre équipe s'avère bien plus faible que la moyenne des autres formations, mais quelques suspenses durent jusqu'au terme des compétitions. Ainsi, la décision ne tombe que pour un point, pour l'US Tournai, St-Trond et Momalle.
Les nouveaux arrivants se défendent plutôt bien, car seuls trois promus sont relégués. Parmi les douze descendants, on note la présence du CS Saint-Josse, qui vit donc une seconde relégation consécutive.

## Participants 1934-1935
Cinquante-six clubs prennent part à cette édition, soit le même nombre que lors de la saison précédente. Les équipes sont réparties en quatre séries de 14 formations.

### Série A
| #  | Nom                                       | Mat. | Ville        | Stades               | En D3 depuis    | Total en D3 | Province        |
| -- | ----------------------------------------- | ---- | ------------ | -------------------- | --------------- | ----------- | --------------- |
| 1  | Royal Stade Louvaniste                    | 18   | Louvain      | ??                   | 1934-1935 (1re) | 6 saisons   | Brabant         |
| 2  | Royal Courtrai Sports                     | 19   | Courtrai     | ??                   | 1931-1932 (4e)  | 7 saisons   | Fl. occidentale |
| 3  | Royale Union Sportive Tournaisienne       | 26   | Tournai      | stade Gaston Horlait | 1928-1929 (7e)  | 8 saisons   | Hainaut         |
| 4  | Koninklijke Vanneste Genootschap Oostende | 31   | Ostende      | ??                   | 1930-1931 (5e)  | 7 saisons   | Fl. occidentale |
| 5  | Royal Racing Club Tournaisien             | 36   | Tournai      | Drève de Maire       | 1926-1927 (9e)  | 9 saisons   | Hainaut         |
| 6  | Sportvereeniging Audenaerde               | 81   | Audenarde    | ??                   | 1928-1929 (7e)  | 7 saisons   | Fl. orientale   |
| 7  | Sporting Club Eendracht Aalst             | 90   | Alost        | Bredestraat          | 1933-1934 (2e)  | 2 saisons   | Fl. orientale   |
| 8  | Racing Club Wetteren                      | 95   | Wetteren     | ??                   | 1929-1930 (6e)  | 7 saisons   | Fl. orientale   |
| 9  | Royal Knokke Football Club                | 101  | Knokke       | ??                   | 1933-1934 (2e)  | 6 saisons   | Fl. occidentale |
| 10 | Stade Courtrai                            | 161  | Courtrai     | ??                   | 1931-1932 (4e)  | 4 saisons   | Fl. occidentale |
| 11 | Victoria Football Club Louvain            | 206  | Louvain      | ??                   | 1933-1934 (2e)  | 5 saisons   | Brabant         |
| 12 | Royale Association Sportive Renaisienne   | 38   | Renaix       | avenue du 4 mars     | 1934-1935 (1re) | 4 saisons   | Fl. orientale   |
| 13 | Daring Club Blankenberghe                 | 146  | Blankenberge | ??                   | 1934-1935 (1re) | 2 saisons   | Fl. occidentale |
| 14 | Sporting Club Louvain                     | 223  | Louvain      | ??                   | 1934-1935 (1re) | 2 saisons   | Brabant         |

### Localisations Série A
| \| R. Knokke FC Daring Cl. Blankenberghe K. VG Oostende R. Courtrai Sp. Stade Courtrai R. Stade Louvaniste Victoria Louvain SC Louvain RC Tournai US Tournai SV Audenaerde Alost RC Wetteren R. AS Renaisienne \| Localisation des clubs engagés en Promotion A 1934-1935 |
| R. Knokke FC Daring Cl. Blankenberghe K. VG Oostende R. Courtrai Sp. Stade Courtrai R. Stade Louvaniste Victoria Louvain SC Louvain RC Tournai US Tournai SV Audenaerde Alost RC Wetteren R. AS Renaisienne                                                               |

### Série B
| #  | Nom                                  | Mat. | Ville           | Stades | En D3 depuis    | Total en D3 | Province      |
| -- | ------------------------------------ | ---- | --------------- | ------ | --------------- | ----------- | ------------- |
| 1  | Cercle Sportif Saint-Josse           | 83   | St-Josse        | ??     | 1934-1935 (1re) | 4 saisons   | Brabant       |
| 2  | Vilvorde Football Club               | 49   | Vilvorde        | ??     | 1930-1931 (5e)  | 7 saisons   | Brabant       |
| 3  | Herentalsche Sportkring              | 97   | Herentals       | ??     | 1931-1932 (4e)  | 4 saisons   | Anvers        |
| 4  | Union Sportive de Gilly              | 139  | Gilly           | ??     | 1930-1931 (5e)  | 5 saisons   | Hainaut       |
| 5  | Sint-Niklaassche Sportkring          | 221  | St-Nicolas/Waas | ??     | 1932-1933 (3e)  | 8 saisons   | Fl. orientale |
| 6  | Football Club Duffel                 | 284  | Duffel          | ??     | 1932-1933 (3e)  | 3 saisons   | Anvers        |
| 7  | Hemiksem Athletic Club               | 360  | Hemiksem        | ??     | 1930-1931 (5e)  | 5 saisons   | Anvers        |
| 8  | Nielsche Sportkring                  | 415  | Niel            | ??     | 1933-1934 (2e)  | 3 saisons   | Anvers        |
| 9  | Football Club Châtelineau            | 515  | Châtelineau     | ??     | 1933-1934 (2e)  | 3 saisons   | Hainaut       |
| 10 | Sint-Rochus Football Club Deurne     | 665  | Deurne          | ??     | 1932-1933 (3e)  | 3 saisons   | Anvers        |
| 11 | Ternesse Voetbalvereniging Wommelgem | 1085 | Wommelgem       | ??     | 1933-1934 (2e)  | 2 saisons   | Anvers        |
| 12 | Football Club Vlug en Vrij Bornem    | 489  | Bornem          | ??     | 1934-1935 (1re) | 1 saison    | Anvers        |
| 13 | Châtelineau Sport                    | 511  | Châtelineau     | ??     | 1934-1935 (1re) | 1 saison    | Hainaut       |
| 14 | Schoten Sportkring                   | 956  | Schoten         | ??     | 1934-1935 (1re) | 1 saison    | Anvers        |

### Localisations Série B
| \| Anvers · Hemiksem AC · Nielsche AC · Rochus FC Deurne · Charleroi · US Gilly · + · Châtelineau Sport · FC Châtelineau · St-Niklaassche SK Anvers Schoten SK Wommelgem Herentals FC Duffel V&V Bornem CS St-Josse Vilvorde FC Charleroi \| Localisation des clubs engagés en Promotion B 1934-1935 |
| Anvers · Hemiksem AC · Nielsche AC · Rochus FC Deurne · Charleroi · US Gilly · + · Châtelineau Sport · FC Châtelineau · St-Niklaassche SK Anvers Schoten SK Wommelgem Herentals FC Duffel V&V Bornem CS St-Josse Vilvorde FC Charleroi                                                               |

### Série C
| #  | Nom                                   | Mat. | Ville              | Stades                   | En D3 depuis    | Total en D3 | Province   |
| -- | ------------------------------------- | ---- | ------------------ | ------------------------ | --------------- | ----------- | ---------- |
| 1  | Wallonia Association Namur            | 173  | Namur              | ??                       | 1934-1935 (1re) | 4 saisons   | Namur      |
| 2  | Royal Charleroi Sporting Club         | 22   | Charleroi          | rue Spinoy               | 1932-1933 (3e)  | 6 saisons   | Hainaut    |
| 3  | Royal Football Club Bressoux          | 23   | Bressoux           | ??                       | 1932-1933 (3e)  | 8 saisons   | Liège      |
| 4  | Albert Elisabeth Club Mons            | 44   | Mons               | rue du Tir               | 1926-1927 (9e)  | 9 saisons   | Hainaut    |
| 5  | Union Jemappes                        | 136  | Jemappes           | ??                       | 1929-1930 (6e)  | 7 saisons   | Hainaut    |
| 6  | Société Royale Namur Sports           | 156  | Namur              | stade des Champs-Elysées | 1931-1932 (4e)  | 5 saisons   | Namur      |
| 7  | Union Sportive du Centre              | 213  | Haine-Saint-Pierre | ??                       | 1931-1932 (4e)  | 4 saisons   | Hainaut    |
| 8  | Union Sportive Auvelais               | 238  | Auvelais           | ??                       | 1932-1933 (3e)  | 3 saisons   | Namur      |
| 9  | Olympic Club Charleroi                | 246  | Montignies-s-S.    | stade de La Neuville     | 1926-1927 (9e)  | 9 saisons   | Hainaut    |
| 10 | Club des Sports de Marchienne-Monceau | 278  | Marchienne-au-Pont | ??                       | 1931-1932 (4e)  | 4 saisons   | Hainaut    |
| 11 | Cercle Sportif Andennais              | 307  | Andenne            | stade J. Pappa           | 1931-1932 (4e)  | 5 saisons   | Namur      |
| 12 | Cercle Sportif Couillet               | 94   | Couillet           | ??                       | 1934-1935 (1re) | 1 saison    | Hainaut    |
| 13 | Jeunesse Arlonaise                    | 143  | Arlon              | ??                       | 1934-1935 (1re) | 7 saisons   | Luxembourg |
| 14 | Moignelée Sports                      | 708  | Moignelée          | ??                       | 1934-1935 (1re) | 1 saison    | Namur      |

### Localisations Série C
| \| Charleroi · R. Charleroi SC · CS Couillet · Olympic CC · CdS Marchienne-Monceau Mons Jemappes US Centre Andenne Charleroi Auvelais Moignelée Namur Sp. Wall. Namur R. FC Bressoux J. Arlonaise \| Localisation des clubs engagés en Promotion C 1934-1935 |
| Charleroi · R. Charleroi SC · CS Couillet · Olympic CC · CdS Marchienne-Monceau Mons Jemappes US Centre Andenne Charleroi Auvelais Moignelée Namur Sp. Wall. Namur R. FC Bressoux J. Arlonaise                                                               |

### Série D
| #  | Nom                                                 | Mat. | Ville       | Stades     | En D3 depuis    | Total en D3 | Province |
| -- | --------------------------------------------------- | ---- | ----------- | ---------- | --------------- | ----------- | -------- |
| 1  | Royale Union Hutoise Football Club                  | 76   | Huy         | ??         | 1934-1935 (1re) | 4 saisons   | Liège    |
| 2  | Royal Excelsior Football Club Hasselt               | 37   | Hasselt     | ??         | 1933-1934 (2e)  | 6 saisons   | Limbourg |
| 3  | Hooger Op Diest                                     | 41   | Diest       | De Warande | 1931-1932 (4e)  | 4 saisons   | Brabant  |
| 4  | Hasseltse Voetbalvereniging                         | 65   | Hasselt     | ??         | 1931-1932 (4e)  | 7 saisons   | Limbourg |
| 5  | La Jeunesse d'Eupen                                 | 108  | Eupen       | ??         | 1927-1928 (8e)  | 8 saisons   | Liège    |
| 6  | Club Amay Sportif                                   | 179  | Amay        | ??         | 1931-1932 (4e)  | 4 saisons   | Liège    |
| 7  | Royal Football Club Malmundaria 1904                | 188  | Malmedy     | ??         | 1933-1934 (2e)  | 5 saisons   | Liège    |
| 8  | Milmort Football Club                               | 208  | Milmort     | ??         | 1932-1933 (3e)  | 3 saisons   | Liège    |
| 9  | Racing Club Vottem                                  | 279  | Vottem      | ??         | 1931-1932 (4e)  | 5 saisons   | Liège    |
| 10 | Sint-Truidensche Voetbalvereniging                  | 373  | Saint-Trond | ??         | 1930-1931 (5e)  | 6 saisons   | Limbourg |
| 11 | Waterschei Sportvereniging Tot Herstel Onze Rechten | 553  | Genk        | ??         | 1932-1933 (3e)  | 3 saisons   | Limbourg |
| 12 | Royal Sporting Club Theux                           | 14   | Theux       | ??         | 1934-1935 (1re) | 1 saison    | Liège    |
| 13 | Genk Voetbalvereniging                              | 735  | Genk        | ??         | 1934-1935 (1re) | 1 saison    | Limbourg |
| 14 | Union Momalloise                                    | 184  | Momalle     | ??         | 1934-1935 (1re) | 1 saison    | Liège    |

### Localisations Série D
| \| Diest Waterschei Genk VV Hasseltse VV R. Exc. FC Hasselt St-Trond Momalle Amay Huy RC Vottem Milmort FC Eupen R. SC Theux Malmundaria \| Localisation des clubs engagés en Promotion D 1934-1935 |
| Diest Waterschei Genk VV Hasseltse VV R. Exc. FC Hasselt St-Trond Momalle Amay Huy RC Vottem Milmort FC Eupen R. SC Theux Malmundaria                                                               |

## Classements
- Le nom des clubs est celui employé à l'époque

Légende
- Champion & Promu en Division 1 (D2)
- clubs relégué vers les séries inférieures

Abréviations
 relégué depuis la Division 1 (D2)
 : Promu depuis les séries inférieures
- Départages: Si nécessaire, les départages des égalités de points se font d'abord en donnant priorité « au plus petit nombre de défaites ».

### Promotion A
| Rang | Équipe                   | Pts | J  | G  | N  | P  | Bp | Bc | Diff |
| ---- | ------------------------ | --- | -- | -- | -- | -- | -- | -- | ---- |
| 1    | K. VG OOSTENDE           | 37  | 26 | 15 | 7  | 4  | 70 | 44 | +26  |
| 2    | RC Wetteren              | 33  | 26 | 14 | 5  | 7  | 62 | 53 | +9   |
| 3    | Daring Club Blankenberge | 31  | 26 | 13 | 5  | 8  | 79 | 42 | +37  |
| 4    | R. Stade Louvaniste      | 31  | 26 | 13 | 5  | 8  | 68 | 57 | +11  |
| 5    | Stade Courtrai           | 28  | 26 | 10 | 8  | 8  | 67 | 50 | +17  |
| 6    | R. AS Renaisienne        | 27  | 26 | 10 | 7  | 9  | 52 | 53 | -1   |
| 7    | SC Eendracht Aalst       | 27  | 26 | 12 | 3  | 11 | 60 | 61 | -1   |
| 8    | R. Courtrai Sport        | 25  | 26 | 10 | 5  | 11 | 68 | 54 | +14  |
| 9    | R. RC Tournaisien        | 25  | 26 | 10 | 5  | 11 | 65 | 66 | -1   |
| 10   | SC Louvain               | 25  | 26 | 11 | 3  | 12 | 39 | 47 | -8   |
| 11   | Victoria FC Louvain      | 24  | 26 | 7  | 10 | 9  | 41 | 46 | -5   |
| 12   | R. US Tournaisienne      | 23  | 26 | 8  | 7  | 11 | 43 | 56 | -13  |
| 13   | R. Knokke FC             | 22  | 26 | 8  | 6  | 12 | 71 | 82 | -11  |
| 14   | SV Audenaerde            | 6   | 26 | 2  | 2  | 22 | 21 | 97 | -76  |

### Promotion B
| Rang | Équipe                | Pts | J  | G  | N | P  | Bp  | Bc | Diff |
| ---- | --------------------- | --- | -- | -- | - | -- | --- | -- | ---- |
| 1    | FC DUFFEL             | 35  | 26 | 15 | 5 | 6  | 74  | 49 | +25  |
| 2    | Ternesse VV Wommelgem | 33  | 26 | 14 | 5 | 7  | 66  | 43 | +23  |
| 3    | Vilvorde FC           | 33  | 26 | 14 | 5 | 7  | 62  | 50 | +12  |
| 4    | St-Niklaasche SK      | 32  | 26 | 15 | 2 | 9  | 100 | 59 | +41  |
| 5    | Nielsche SK           | 30  | 26 | 12 | 6 | 8  | 45  | 44 | +1   |
| 6    | AC Hemiksem           | 29  | 26 | 12 | 5 | 9  | 48  | 47 | +1   |
| 7    | St-Rochus FC Deurne   | 26  | 26 | 10 | 6 | 10 | 49  | 51 | -2   |
| 8    | Schoten SK            | 26  | 26 | 11 | 4 | 11 | 63  | 71 | -8   |
| 9    | Herentalsche SK       | 25  | 26 | 11 | 3 | 12 | 80  | 70 | +10  |
| 10   | US Gilly              | 24  | 26 | 10 | 4 | 12 | 71  | 66 | +5   |
| 11   | V&V Bornem            | 23  | 26 | 9  | 5 | 12 | 71  | 77 | -6   |
| 12   | Châtelineau Sport     | 20  | 26 | 6  | 8 | 12 | 49  | 74 | -25  |
| 13   | FC Châtelineau        | 15  | 26 | 4  | 7 | 15 | 37  | 77 | -40  |
| 14   | CS St-Josse           | 13  | 26 | 4  | 5 | 17 | 36  | 73 | -37  |

### Promotion C
| Rang | Équipe                     | Pts | J  | G  | N | P  | Bp | Bc  | Diff |
| ---- | -------------------------- | --- | -- | -- | - | -- | -- | --- | ---- |
| 1    | US du CENTRE               | 42  | 26 | 19 | 4 | 3  | 96 | 36  | +60  |
| 2    | SR Namur Sports            | 33  | 26 | 14 | 5 | 7  | 77 | 48  | +29  |
| 3    | R. AEC Mons                | 33  | 26 | 15 | 3 | 8  | 79 | 54  | +25  |
| 4    | R. Charleroi SC            | 28  | 26 | 12 | 4 | 10 | 69 | 69  | 0    |
| 5    | Union Jemappes             | 26  | 26 | 12 | 2 | 12 | 62 | 74  | -12  |
| 6    | Jeunesse Arlonaise         | 26  | 26 | 13 | 0 | 13 | 77 | 70  | +7   |
| 7    | Wallonia Association Namur | 25  | 26 | 10 | 5 | 11 | 65 | 53  | +12  |
| 8    | CS Marchienne              | 25  | 26 | 10 | 5 | 11 | 55 | 54  | +1   |
| 9    | R. FC Bressoux             | 25  | 26 | 11 | 3 | 12 | 87 | 79  | +8   |
| 10   | Olympic CC                 | 25  | 26 | 11 | 3 | 12 | 64 | 69  | -5   |
| 11   | CS Couillet                | 24  | 26 | 8  | 8 | 10 | 55 | 63  | -8   |
| 12   | CS Andennais               | 21  | 26 | 7  | 7 | 12 | 57 | 90  | -33  |
| 13   | US Auvelais                | 20  | 26 | 9  | 2 | 15 | 38 | 58  | -20  |
| 14   | Moignelée Sports           | 11  | 26 | 3  | 5 | 18 | 51 | 115 | -64  |

### Promotion D
| Rang | Équipe                  | Pts | J  | G  | N | P  | Bp  | Bc  | Diff |
| ---- | ----------------------- | --- | -- | -- | - | -- | --- | --- | ---- |
| 1    | WATERSCHEI SV THOR      | 41  | 26 | 17 | 7 | 2  | 111 | 40  | +71  |
| 2    | R. Union Hutoise FC     | 37  | 26 | 17 | 3 | 6  | 73  | 52  | +21  |
| 3    | Hasseltse VV            | 31  | 26 | 13 | 5 | 8  | 68  | 64  | +4   |
| 4    | R. Excelsior FC Hasselt | 31  | 26 | 14 | 3 | 9  | 86  | 52  | +34  |
| 5    | R. FC Malmundaria 1904  | 30  | 26 | 13 | 4 | 9  | 83  | 63  | +20  |
| 6    | La Jeunesse d'Eupen     | 27  | 26 | 10 | 7 | 9  | 62  | 51  | +11  |
| 7    | RC Vottem               | 26  | 26 | 10 | 6 | 10 | 64  | 77  | -13  |
| 8    | Genk VV                 | 26  | 26 | 11 | 4 | 11 | 72  | 63  | +9   |
| 9    | HO FC Diest             | 24  | 26 | 9  | 6 | 11 | 48  | 58  | -10  |
| 10   | Club Amay Sportif       | 22  | 26 | 10 | 2 | 14 | 52  | 83  | -31  |
| 11   | R. SC Theux             | 20  | 26 | 8  | 4 | 14 | 52  | 78  | -26  |
| 12   | St-Truidensche VV       | 19  | 26 | 7  | 5 | 14 | 71  | 83  | -12  |
| 13   | Union Momalloise        | 19  | 26 | 7  | 5 | 14 | 65  | 97  | -32  |
| 14   | Milmort FC              | 11  | 26 | 4  | 3 | 19 | 63  | 109 | -46  |

## Résumé de la saison
- Champion A: K. VG Oostende (1er titre en D3)
- Champion B: FC Duffel (1er titre en D3)
- Champion C: US du Centre (1er titre en D3)
- Champion D: THOR Waterschei SV (1er titre en D3)
- Septième titre de "D3" pour la Province d’Anvers.
- Deuxième titre de "D3" pour la Province de Hainaut.
- Quatrième titre de "D3" pour la Province de Limbourg.
- Cinquième titre de "D3" pour la Province de Flandre occidentale.

| Région flamande (23) | Région flamande (23) | Province de Brabant (6)           | Province de Brabant (6) | Région wallonne (27)   | Région wallonne (27) |
| --- | -------------------- | --------------------------------- | ----------------------- | ---------------------- | -------------------- |
| Province d'Anvers | 8                    | Province de Brabant               | 6                       | Province de Hainaut    | 12                   |
| Province de Flandre-Occidentale | 5                    | dont Région de Bruxelles-Capitale | 1                       | Province de Liège      | 9                    |
| Province de Flandre-Orientale | 5                    | dont Province du Brabant flamand  | 5                       | Province de Luxembourg | 1                    |
| Province de Limbourg | 5                    | dont Province du Brabant wallon   | 0                       | Province de Namur      | 5                    |
| Rappel: En Belgique, le principe d'une frontière linguistique est créé par la Loi du 21 juillet 1921, mais elle n'est définitivement fixée que par les Lois du 8 novembre 1962. Cette « frontière » voit ses effets principaux se marquer à partir de 1963 avec, par exemple, les passages de Mouscron en Hainaut ou de Fourons au Limbourg. La Belgique ne devient un État fédéralisé qu'à partir de 1970 lorsqu'est appliquée la première réforme constitutionnelle. À ce moment, l'ajout de l'« Article 59bis » crée les « Communautés » alors que le plus délicat, car longtemps et âprement débattu, « Article 107quater » établit les « Régions ». La Région de Bruxelles-Capitale ne voit le jour qu'en 1989. La scission de la Province de Brabant en deux (flamand et wallon) n'intervient officiellement qu'au 1er janvier 1995. |                      |                                   |                         |                        |                      |

## Débuts en séries nationales (et donc en Division 3)
Sept clubs font leurs débuts en séries nationales.
- Vrij & Vlug Bornem, Schoten SK (28e et 29e clubs de la Province d'Anvers) - 18e Anversois en D3 ;
- Châtelineau Sport, CS Couillet (13e et 14e clubs de la Province de Hainaut) - 18e Hennuyers en D3 ;
- Union Momalloise (22e club de la Province de Liège) - 18e Liégeois en D3 ;
  - Ce club nommé Union Momalloise est un précurseur du club actuel qui fut refondé ou reconstitué en 1941 sur base de cet ancien club.
- Genk VV (10e club de la Province de Limbourg) - 9e Limbourgeois en D3 ;
- Moignelée Sports (7e club de la Province de Namur) - 7e Namurois en D3 ;

## Débuts en Division 3
Le club suivant a déjà joué en séries nationales précédemment:
- R. SC Theux (promu) 18e Liégeois en D3 (ex aequo avec U. Momalloise, voir ci-dessus);

## Montée vers le…/ Relégation du2eniveau
Les quatre champions, US Centre, FC Duffel, K. VG Oostende et THOR Waterschei SV, sont promus en Division 1 (D2), où ils remplacent les relégués: K. SV Blankenberge, K. RC Borgerhout, R. FC Liégeois et Turnhoutse SK HIH .

## Relégations vers le niveau inférieur
Les trois derniers classés de chaque série sont relégués en séries régionales. Les douze relégués, triés par Province, furent:
| Clubs                                                  |   | Provinces                       |
| ------------------------------------------------------ | - | ------------------------------- |
|                                                        | ⇒ | Province d'Anvers               |
| CS St-Josse                                            | ⇒ | Province de Brabant             |
| R. Knokke FC                                           | ⇒ | Province de Flandre-Occidentale |
| SV Audenaerde                                          | ⇒ | Province de Flandre-Orientale   |
| R. US Tournaisienne, Châtelineau Sport, FC Châtelineau | ⇒ | Province de Hainaut             |
| St-Truidensche VV                                      | ⇒ | Province de Liège               |
| U. Momalloise, Milmort FC                              | ⇒ | Province de Limbourg            |
|                                                        | ⇒ | Province de Luxembourg          |
| CS Andennais, US Auvelais, Moignelée Sports            | ⇒ | Province de Namur               |

## Montée depuis le niveau inférieur
En fin de saison, douze clubs sont promus depuis les séries inférieures. Les Provinces d'Anvers, de Hainaut et de Liège bénéficient d'un second montant en raison de leur plus grand nombre de clubs affiliés.
| Provinces                       | Montant                        |
| ------------------------------- | ------------------------------ |
| Province d'Anvers               | FC Netha Herentals, FC Wilrijk |
| Province de Brabant             | SCUP Jette                     |
| Province de Flandre-Occidentale | R. SC Meninois                 |
| Province de Flandre-Orientale   | Temsche SK                     |
| Province de Hainaut             | RC Péruwelz, FC Binchois       |
| Province de Liège               | R. Fléron FC, St-Nicolas FC    |
| Province de Limbourg            | CS Tongrois                    |
| Province de Luxembourg          | Excelsior FC Virton            |
| Province de Namur               | Ham FC                         |